# A Daughter of Maryland
A Daughter of Maryland er en amerikansk stumfilm fra 1917 af John B. O'Brien.

## Medvirkende
- Edna Goodrich som Beth Treadway.
- William T. Carleton som Major Treadway.
- Helen Strickland som Sarah Treadway.
- Carlton Brickert som John Standish.
- Jack Hopkins som Rippley.